# Mali Carevdar
Mali Carevdar falu Horvátországban Kapronca-Kőrös megyében. Közigazgatásilag Kőröshöz tartozik.

## Fekvése
Köröstől 9 km-re északkeletre fekszik.

## Története
A szomszédos Carevdar falu neve eredetileg Oslovica volt. 1834 és 1838 között V. Ferdinánd király adományából új plébániatemplomot építettek oda Szent Borbála tiszteletére. A falut 1836-ban keresztelték át a mai nevére. A 19. század végén keletkezett Mali Carevdar róla kapta a nevét.
1890-ben 78, 1910-ben 92 lakosa volt. Trianonig Belovár-Kőrös vármegye Körösi járásához tartozott. 2001-ben 31 lakosa volt.

## Külső hivatkozások
Körös város hivatalos oldala